# Olivier Kemen
Olivier Kemen (Douala, 20 juli 1996) is een Frans–Kameroens voetballer die bij voorkeur als centrale middenvelder speelt. Hij tekende in 2024 bij İstanbul Başakşehir.

## Clubcarrière
Douala werd geboren in de Kameroense hoofdstad Douala. In Frankrijk speelde hij in de jeugd bij Garenne-Colombes, Boulogne-Billancourt en FC Metz. Newcastle United haalde Kemen in 2013 weg bij FC Metz. In 2015 tekende de middenvelder een vierjarig contract bij Olympique Lyon. Op 28 februari 2016 debuteerde hij in de Ligue 1 tegen Paris Saint-Germain. Hij viel na 75 minuten in voor Rafael. Lyon won het thuisduel met 2–1 dankzij treffers van Gnaly Cornet en Sergi Darder. In januari 2017 werd hij door Lyon voor een half jaar verhuurd aan Gazélec Ajaccio.

## Interlandcarrière
Kemen kwam reeds uit voor diverse Franse nationale jeugdelftallen. In 2015 debuteerde hij in Frankrijk –20. Hij mag ook voor Kameroen uitkomen.